# Leucodistrofia
Las leucodistrofias son desórdenes genéticos hereditarios resultante de la degeneración de la grasa de la vaina de mielina que cubre las fibras nerviosas del cerebro, y las glándulas adrenales.

## Definición y causas
Una enfermedad desmielinizante es aquella caracterizada por presentar destrucción de la mielina en el curso de su evolución. Esta destrucción puede ser primaria, por defecto de las enzimas que participan en la formación o el mantenimiento de la mielina, o secundaria, por procesos de variado origen: vascular, infeccioso, inflamatorio, autoinmune o tóxico. 
Las leucodistrofias forman un grupo heterogéneo atendiendo a su origen: la enfermedad de Krabbe y la leucodistrofia metacromática son esfingolipidosis; la adrenoleucodistrofia es una enfermedad peroxisomal; la enfermedad de Pelizaeus-Merzbacher se debe a un déficit de una proteína integrante de la mielina. La enfermedad de Canavan se origina por el efecto tóxico de una sustancia similar a un neurotransmisor de la corteza cerebral y la enfermedad de Alexander, a una anomalía del astrocito. Esta última se incluye tradicionalmente entre las leucodistrofias aunque la desmielinización sea secundaria y probablemente no sea hereditaria.

## Sintomatología
Se manifiestan fundamentalmente por alteraciones motoras y visuales. Las crisis convulsivas son raras y el retraso mental aparece tardíamente con la afectación axonal secundaria. Los signos clínicos son comunes a todas ellas, aunque con ciertos rasgos diferenciales y están más en relación con la edad a la que se presenta la desmielinización que con la naturaleza de la misma: 
En el lactante predomina la detención y retraso del desarrollo psicomotor con irritabilidad, dificultad de alimentación y síndrome piramidal que hace que el niño adopte una postura en opistótonos. Es frecuente la aparición de ceguera por atrofia óptica. 
Desde el año de vida, el síntoma inicial principal es la alteración de la marcha, que es atáxica o espástica con hipotonía (tono muscular anormalmente disminuido) axial. Puede ser la única manifestación durante varios meses, hasta que progresivamente aparecen alteraciones de la conducta y del aprendizaje, como manifestaciones de deterioro cerebral. 
Si la enfermedad se manifiesta desde los cinco años, los primeros síntomas que aparecen son mentales: problemas de comportamiento e hipercinesia en la primera fase, seguidos de déficit de atención, concentración, aprendizaje y lenguaje. En una etapa posterior se desarrollan parálisis espásticas progresivas, movimientos anormales y espasmos tónicos, que evolucionan a un estado de disminución irreversible de la capacidad mental y rigidez cerebral (similar al daño producido al extirpar el cerebro o cuando este deja de funcionar) que conduce inexorablemente a la muerte. 
En el adulto los síntomas predominantes son los psiquiátricos. Pueden presentarse aislados o preceden durante muchos años a los síntomas neurológicos. 
Desde el punto de vista anatomopatológico, todas las leucodistrofias tienen 3 rasgos característicos comunes: una reacción macrofágica leve o como mucho moderada, difusa y no perivascular, con acúmulo de diferentes tipos de sustancias en función del tipo de leucodistrofia, un aspecto atigrado de las lesiones mielínicas, indicando áreas de mielina normal y una afectación axonal tardía con presencia de gliosis astrocitaria. 
El diagnóstico de sospecha, en función de la edad de comienzo y las manifestaciones clínicas, se orienta mediante estudios metabólicos en orina y plasma, así como estudios neurofisiológicos y es imprescindible realizar resonancia magnética nuclear, para observar alteraciones en la sustancia blanca, que en ocasiones pueden preceder a la aparición de síntomas clínicos. La localización de estas lesiones suele ayudar a identificar el tipo de leucodistrofia. El diagnóstico de confirmación requiere la determinación de la actividad enzimática correspondiente, que puede medirse en concentrado de leucocitos o en cultivo de fibroblastos, obtenidos de una biopsia de la piel. En ocasiones, para el diagnóstico definitivo se precisan estudios genético-moleculares además de los enzimáticos. 
Cuando existan alteraciones de la marcha o signos de neuropatía periférica, está indicada una biopsia de nervio, que suele permitir un diagnóstico más rápido.